# ABC Records
ABC Records  was een Amerikaans platenlabel.
ABC Records begon in 1955 in New York als ABC-Paramount Records, het platenlabel van Am-Par-Record Corporation (een dochteronderneming van American Broadcasting-Paramount Theatres, Inc.). Naast het rechtstreeks produceren van albums, verzorgt ABC ook het eindproduct van onafhankelijke producers en distribueert lokale albums voor de nationale markt. De bedrijfsnaam van Am-Par Record Corporation werd in 1962 veranderd in ABC-Paramount Records, Inc. en in 1967 in ABC Records, Inc..
In 1965 veranderde ABC -Paramount Records haar naam in ABC Records. Ze distribueerde Dunhill Records totdat dit label was aangekocht en ABC Dunhill Records werd. Tevens distribueerde ze Sire Records. In 1979 werd ABC Records verkocht aan MCA Records die het ABC-label ophief. De albums die volgens de catalogus van ABC Records het best verkocht werden, kregen het MCA-label.

## Sublabels en Aankopen
Apt Records werd in het leven geroepen om singles uit te brengen. In 1960 werd Impulse! Records gelanceerd om jazzalbums te distribueren. Een paar jaar later werd Bluesway Records geboren om de bluesalbums te distribueren.
Op 23 mei 1973 werden Duke Records en Peacock Records aangekocht. In 1974 werd ook het platenlabel Famous Music van Gulf and Western (hieronder vielen ook Dot Records en Blue Thumb Records. Dit waren allemaal sublabels.
In oktober 1959 kocht ABC Records alle labels van Enoch Light op. Dat waren: Audition Records, Colortone Records, Command Performance Records en Waldorf Music Hall Records.

## Producties
- Calypso
- Flamenco
- Gesproken woord
- Hawaïaanse muziek
- Ierse muziek
- Jazz
- Kindermuziek
- Polka
- Pop
- Rhythm-and-blues
- Rock-'n-roll
- Volksmuziek

## Artiesten
De volgende artiesten werkten samen met ABC Records en haar labels:
- Amazing Rhythm Aces
- Paul Anka
- Florence Ballard
- Joe Bennett
- Art Blakey
- Charles Brown
- Roy Brown
- Brownie McGhee
- Sonny Terry
- Jimmy Buffett
- Carl Carlton
- Betty Carter
- Ray Charles
- Ornette Coleman
- John Coltrane
- Jim Croce
- Crosby and Nash
- Danny and The Juniors
- The Dells
- Fats Domino
- The Dramatics
- The Elegants
- Frank Fontaine
- The Four Tops
- Ferrante & Teicher
- The 5th Dimension
- Eydie Gormé
- Coleman Hawkins
- Isaac Hayes
- Eddie Holman
- John Lee Hooker
- Freddie Hubbard
- James Gang
- The Impressions
- B. B. King
- Yusef Lateef
- Steve Lawrence
- Shelly Manne
- Mighty Clouds of Joy
- Charles Mingus
- The O'Kaysions
- Poco
- The Poni-Tails
- Lloyd Price
- Cliff Richard
- Jimmy Reed
- Tommy Roe
- Sonny Rollins
- Royal Teens
- Rufus featuring Chaka Khan
- Jimmy Rushing
- Soupy Sales
- Archie Shepp
- Bobby Scott
- Beverly Sills
- Steppenwolf
- Shirley Scott
- Otis Spann
- Steely Dan
- Three Dog Night
- B.J. Thomas
- Tom & Jerry
- Joe Turner
- Eddie (Cleanhead) Vinson
- Bobby Vinton
- T-Bone Walker
- Kracker
- Joe Walsh
- Josh White
- Chico Williams
- Jimmy Witherspoon

## Labels
De volgende labels werkten met ABC Records samen:
- Anchor Records
- Apt Records
- Back Beat Records
- Bluesway Records
- Blue Thumb Records
- Boom Records
- Chancellor Records
- Command Records
- Colonial Records
- Dot Records
- Dunhill Records
- Grand Award Records
- Hickory Records
- Impulse Records
- Jerden Records
- LHI Records
- Probe Records
- Shelter Records
- Sire Records
- Tangerine Records
- 20th Century Fox Records